# Kelly Port
Kelly Port (26 de mayo de 1967) es una artista de efectos visuales estadounidense. Fue nominado a dos Premios de la Academia en la categoría Mejores Efectos Visuales por las películas Avengers: Infinity War y Spider-Man: No Way Home.

## Filmografía
| Año  | Título                                           | Notas |
| ---- | ------------------------------------------------ | --- |
| 1995 | Apolo 13                                         | Artista digital                                                                                           |
| 1995 | Días extraños                                    | Artista digital                                                                                           |
| 1995 | Undertakings                                     | Cortometraje, diseñador del título\|                                                                      |
| 1996 | T2 3-D: Battle Across Time                       | Video corto, artista digital                                                                              |
| 1996 | Ghosts                                           | Cortometraje, artista digital                                                                             |
| 1997 | Titanic                                          | Supervisor de parafernalia digital                                                                        |
| 2000 | Supernova                                        | Supervisor de gráficos por computadora                                                                    |
| 2000 | Red planet                                       | Supervisor de gráficos por computadora                                                                    |
| 2000 | El Grinch                                        | Compositor                                                                                                |
| 2001 | El Señor de los Anillos: la Comunidad del Anillo | Supervisor de efecos digitales                                                                            |
| 2002 | We Were Soldiers                                 | Supervisor de efecos digitales                                                                            |
| 2002 | Star Trek: Nemesis                               | Supervisor asociado de efectos visuales                                                                   |
| 2003 | The Italian Job                                  | Animador de efectos                                                                                       |
| 2003 | Secondhand Lions                                 | Supervisor de efectos visuales                                                                            |
| 2003 | The Missing                                      | Supervisor de efectos visuales                                                                            |
| 2005 | Stealth: La amenaza invisible                    | Supervisor de efectos visuales                                                                            |
| 2005 | The Nativity Story                               | Supervisor de efectos visuales                                                                            |
| 2005 | King Kong                                        | Compositor                                                                                                |
| 2006 | The Texas Chainsaw Massacre: The Beginning       | Supervisor de efectos visuales                                                                            |
| 2007 | Hitcher                                          | Supervisor de efectos visuales                                                                            |
| 2007 | We Own the Night                                 | Supervisor de efectos visuales de producción                                                              |
| 2007 | El buscador: Los seis signos de la luz           | Supervisor de efectos visuales                                                                            |
| 2008 | La momia: la tumba del emperador Dragón          | Supervisor de efectos visuales                                                                            |
| 2008 | Gran Torino                                      | Supervisor de efectos visuales                                                                            |
| 2009 | Star Trek                                        | Supervisor de efectos visuales                                                                            |
| 2009 | Transformers: la venganza de los caídos          | Supervisor de efectos visuales                                                                            |
| 2010 | Percy Jackson y el ladrón del rayo               | Supervisor de efectos visuales                                                                            |
|      | The A-Team                                       | Supervisor de efectos visuales                                                                            |
| 2011 | Thor                                             | Supervisor de efectos visuales                                                                            |
| 2012 | The Watch                                        | Supervisor de efectos visuales de producción                                                              |
| 2014 | Maléfica                                         | Supervisor sénior de efectos visuales                                                                     |
| 2016 | Free State of Jones                              | Supervisor de efectos visuales                                                                            |
| 2017 | La bella y la bestia                             | Supervisor de efectos visuales de producción                                                              |
| 2018 | Avengers: Infinity War                           | Supervisor sénior de efectos visuales, co-nominado con Dan DeLeeuw, Russell Earl y Dan Sudick             |
| 2019 | Avengers: Endgame                                | Supervisor sénior de efectos visuales                                                                     |
| 2021 | Spider-Man: No Way Home                          | Supervisor de efectos visuales de producción, co-nominado con Dan Sudick, Scott Edelstein y Chris Waegner |

## Premios y nominaciones
Premios Óscar
| Año  | Categoría                | Película                | Resultado |
| ---- | ------------------------ | ----------------------- | --------- |
| 2019 | Mejores efectos visuales | Avengers: Infinity War  | Nominado  |
| 2022 | Mejores efectos visuales | Spider-Man: No Way Home | Nominado  |